# Ди: Охотник на вампиров
«D: Охотник на вампиров»  (яп. 吸血鬼ハンターD Кю:кэцуки ханта: D) — полнометражный аниме-фильм, созданный в 1985 году на студии Ashi Productions по сюжету романа Хидэюки Кикути «Ди, охотник на вампиров». Дизайн главного героя разработал Ёситака Амано. «D: Охотник на вампиров» имеет продолжение «Ди: Жажда крови».
В России фильм был издан на DVD компанией MC Entertainment. На аниме установлено возрастное ограничение — зрителям, достигшим 16 лет.

## Сюжет
Действие происходит в 12090 году. В результате последней войны, закончившейся за 10 тысяч лет до этого, человечество оказалось на краю гибели. Власть над миром захватили вампиры, терроризировавшие человечество. Из-за щедрой награды за их головы появился особый класс наёмников, охотников на вампиров, изрядно уменьшивших их численность. Выжившие вампиры спрятались в недоступные убежища, откуда продолжали совершать кровавые налёты.
Дорис Лэнг, дочь охотника на оборотней, следует по стопам погибшего отца, уничтожая оборотней. Однажды, во время охоты, на неё нападает глава местного клана вампиров — граф Магнус Ли. Он укусил её, однако оставил в живых, и Дорис, понимая, что граф за ней вернётся, нанимает таинственного охотника на вампиров, известного как Ди, ещё не зная, что тот — дампир (получеловек и полувампир), изгой как для людей, так и для вампиров.

## Роли озвучивали
| Актёр            | Роль                      |
| ---------------- | ------------------------- |
| Канэто Сиодзава  | Ди                        |
| Митиэ Томидзава  | Дорис Ланг                |
| Сэидзо Като      | граф Магнус Ли            |
| Кэйко Тода       | Дэн Ланг                  |
| Итиро Нагаи      | Левая рука Ди, рассказчик |
| Кадзуюки Согабэ  | Рэй Гинсэй                |
| Сатоко Кито      | Лармика                   |
| Мотому Киёкава   | Доктор Феринго            |
| Кан Токумару     | Дантон                    |
| Кадзуко Янага    | старшая змея              |
| Ёсико Сакакибара | младшая змея              |
| Кадзуми Танака   | О’Райли                   |
| Синъя Отаки      | Гимлет                    |
| Ясуо Мурамацу    | Роман                     |
| Юсаку Яра        | Греко                     |

## Музыка
| №   | Название                       | Длительность |
| --- | ------------------------------ | ------------ |
| 1.  | «Night of Demons»              | 4:20         |
| 2.  | «Resurrection of D»            | 2:08         |
| 3.  | «Death of D»                   | 2:48         |
| 4.  | «Vampire Count Lee (Entrance)» | 4:14         |
| 5.  | «Marriage of Nobles»           | 1:31         |
| 6.  | «Vampire Count Lee (Death)»    | 7:38         |
| 7.  | «Theme of D (Entrance)»        | 3:39         |
| 8.  | «Promise (Part I)»             | 3:07         |
| 9.  | «Theme of D (Doris's Love)»    | 3:21         |
| 10. | «Rescuing Doris»               | 5:18         |
| 11. | «Theme of D (Parting)»         | 3:26         |
| 12. | «Promise (Part II)»            | 3:09         |

Саундтрек первый раз вышел на грампластинках и кассетах 21 декабря 1985 года. 22 января 1986 года появилось издание на компакт-диске. В 2022 году Vampire Hunter D был переиздан лейблом Tiger Lab Vinyl на виниле ограниченным тиражом, включая вариант Blood of Count Magnus Lee, ремастеринг осуществлён на студии Sony Japan.
Музыка, аранжировка, исполнение: Тэцуя Комуро, программирование и синтезатор: Акира Коидзуми, запись: Мицуо Коикэ на Marine Studio, помощники звукорежиссёра: Юкиэ Накамура и Нобухиса Судзуки, музыкальные продюсеры: Ёдзи Косака и Санпэй Ямагути, иллюстрации: Ёситака Амано.

## Выпуск
Хотя «D: Охотник на вампиров» создавался для рынка домашнего видео, но сначала ограниченно показывался в кинотеатрах. В 1990 году CBS Sony выпустила лазердиски. В начале 1990-х годов фильм расширил репутацию за пределы фэндома, больше, чем детские мультфильмы, появившись на Sci Fi Channel.
В 2000 году фильм был издан на DVD американской компанией Urban Vision. Формат — 1,33:1 (4:3), звук — японский и английский Dolby Digital 5.1. На картинке есть отметины, но они не слишком отвлекают. Присутствует значительное количество зернистости и смещение цвета (color shift). Для тёмного фильма уровень чёрного хороший, хотя в некоторых местах плёнка кажется слишком синей. В звуковой дорожке выигрывает 5.1, учитывая возраст аниме. 2.0 имеет более полную переднюю звуковую сцену. Диалоги чёткие и ясные, без каких-либо искажений. Дополнительные материалы включали трёхминутное превью игры Vampire Hunter D для PlayStation (1999), FMV, трейлеры D: Жажда крови, Wicked City, Wild 7, «Магазинчик ужасов», галерею изображений и персонажей, биографию Ёситаки Амано, видео о производстве на 10 минут: интервью с режиссёром Асидой и актёрами озвучивания, ссылки. В итоге выпуск получил оценку «рекомендовано» из-за сомнительного трансфера.
19 ноября 2004 года «D: Охотник на вампиров» был показан на Третьем московском аниме-фестивале. Британский совет по классификации фильмов присвоил рейтинг 15
В Австралии компания Madman Entertainment дважды издавала DVD в 2005 и 2014 годах.
В 2015 году Sentai Filmworks выпустила Vampire Hunter D на Blu-ray в формате 1,33:1 и со звуком DTS-HD Master Audio 2.0.  The Fandom Post включил «Ди: Охотник на вампиров» в список лучших классических аниме-релизов 2015 года. В 2020 году появилось издание в стилбуке. В 2022 году в продажу поступил новый тираж. В 2025 году в честь 40 летия фильма были анонсированы новый Blu-ray, представляющий собой ремастированную версию в высоком разрешении на основе оригинальной 35-мм плёнки; показ в кинотеатрах Японии 28 февраля, США — 9, 10 и 13 апреля в рамках Anime Expo Cinema Nights; также трансляция на потоковых сервисах HIDIVE и Shudder.

## Отзывы и критика
На Rotten Tomatoes рейтинг составляет 78 % с учётом 9 критических обзоров. 39 место в списке 100 лучших аниме фильмов согласно журналу Paste. Входит в топ-12 лучших аниме про вампиров по мнению «MTV Россия». Это одна из первых аниме-трактовок европейской мифологии ужасов в отличие от традиционной восточной. TV Guide оценил на одну из пяти звёзд и указал на чрезмерно упрощённую анимацию в стиле «Спиди-гонщика», запутанное повествование, необъяснимые сюжетные повороты и немотивированные действия персонажей, а также попытку придать мрачный готический вид.
Джонатан Клементс и Хелен Маккарти в энциклопедии обратили внимание на то, что несмотря на атрибуты серии фильмов ужасов студии Hammer, данное аниме больше похоже на вампирский вестерн. Дизайн персонажей, основанный на иллюстрациях Ёситаки Амано, был радикально упрощён, чтобы сократить затраты на производство, остались только отголоски работы художника, в основном в неподвижных кадрах. На самом деле Амано только разработал Ди и нарисовал постеры. Остальных героев создал Тоё Асида, у которого совершенно иной художественный стиль. Можно заметить, что история основана на сочетании кино о вампирах и западных клише, особенно «Дракулы», Человека без имени и «Шейна», а граф Ли — явная дань уважения Кристоферу Ли. Визуально получилась смесь современного фэнтези и древних технологий: средневековые крепости рядом с разрушенными футуристическими зданиями; Ди — всадник XVII—XVIII века на кибернетической лошади; Дорис охотится на оборотней с лазерной винтовкой и электронным кнутом. «D: Охотник на вампиров» 1985 года был популярен, и поклонники быстро запросили продолжение, основанное на другой книге серии. Но автор испытывал отвращение к фильму за кардинальные изменения оригинала и дешевизну. Тем не менее, Кикути понравилась аниме-адаптация Wicked City от студии Madhouse и режиссёра Ёсиаки Кавадзири. Это дало зелёный свет «D: Жажда крови».
Несмотря на то, что OVA значительно проигрывает сиквелу по нескольким параметрам (визуальность, графика, экшен), она достойна внимания. По сюжету и атмосферности фильм превзошёл своего продолжателя. Как и в книге Хидэюки Кикути, Ди — главный герой, но случайный «гость». Он не кажется неуязвимым и непобедимым. Несмотря на холодную логику и уверенность в своих силах, дампир допускает ошибки, не выходит победителем из каждой битвы, любая схватка изматывает его, а иногда бросает на грань между жизнью и смертью. Несколько второстепенных персонажей преследуют личные цели, их нельзя однозначно назвать положительными или отрицательными. Тем самым усложняется восприятие, что неплохо вписывается в общий тон. Мрачность пейзажей нагнетает атмосферу, однако для картины не хватает таинственного и загадочного. Боевые сцены выполнены не на высоком уровне, как в «Жажде крови», что объясняется разницей в 15 лет между выпусками аниме, но это не слишком повредило. Однако попытка авторов компенсировать качество количеством монстров не совсем удалась. С одной стороны, они заполнили пустоту в графике, но при этом не стоит ждать ничего оригинального. Всё выглядит довольно обычно для мира, в котором правит зло. Фильм приблизился к жанру ужасов, но современного зрителя напугать не способен. Напряжение отсутствует, что является минусом. Эротики мало, она кажется лишней, ничего не несёт и не дополняет.
THEM Anime поставил низкие оценки — одну и две звезды из пяти. Про «D: Охотник на вампиров» слышали многие, думая, что это похоже на Vampire Princess Miyu, умный и тревожный рассказ о вампирах. Наперекор принципу «третий лишний», будь Ди игровым кино, то легко мог бы превзойти лучший фильм категории B Эда Вуда или попасть в шоу «Таинственный театр 3000 года». По сравнению с «D: Жажда крови» получился беспорядок. В отличие от «Кулака Полярной звезды», не показано, что именно произошло с Землёй. «Футуристический» постапокалипсис превратился в спагетти-вестерн с элементами фэнтези. На самом деле это плохо продуманный и реализованный фильм, который заставляет задуматься о том, из-за чего была вся суета. В сюжете множество дыр, а персонажи кажутся скорее бесполезными, чем настоящими («беспомощная» Дорис, «крёстный отец» Магнус Ли и его слуги с панковскими ирокезами). Ди не пытается идти дальше клише: атакующий в лоб, стойкий, непоколебимый, с тёмным прошлым и очарователен примерно так же, как Ван Дамм в роли Гайла в «Уличном бойце». Либо все злодеи действительно глупы, либо он слишком силён. По крайней мере, создатели не использовали имя Алукард. Некоторые монстры буквально разрываются на куски с кровавым ливнем в стиле «Живая мертвечина», что нелепо. Самый привлекательный герой — остроумная рука Ди. Дизайн персонажей в высшей степени натянутый и банальный. Наблюдение за скучными боевыми сценами похоже на игру в Castlevania на старой 8-битной Nintendo. Однако несправедливо утверждать, что в «D: Охотник на вампиров» нет ничего хорошего. Некоторые сцены поражают своей красотой, а финальная анимация впечатляет, особенно с учётом возраста. В фильме присутствует кровь, а также достаточное количество наготы и сексуальных намёков (Дорис несколько раз раздевается и дважды предлагает себя Ди), поэтому он не предназначен для детей. Но в целом здесь нет главного — ужаса, поэтому рекомендуется смотреть «Кошмар на улице Вязов», Vampire Princess Miyu, Laughing Target, Mermaid Forest и Phantom Quest Corp.